# Ванеці
Ванеці (Таріно,Чальгарі) (пушту وڼېڅي, ترينو, څلګري) — говір племені Тарін, що живе переважно в окрузі Харнай та Сінджавському техсилі в Пакистані. Вважається діалектом пушту, але через сильні відмінностей з ним часто називається окремою іранською мовою. Схожа з памірськими мовами, особливо з мунджі, на якій говорять в Південному Бадахшані. Останнім часом дедалі більше наближається до стандартного літературного пушту.

## Назва
Слово vanəts (وڼڅ) на пушту означає «допомога», яку дають великою худобою молодій нареченій після весілля. Можливо, назва стала використовуватися через те, що деякі предки племені тарін були серед сахаб (сподвижників) пророка Мухаммеда, тобто вони " віддавали своїх синів у підпорядкування пророку і на допомогу релігії ". Назва tarino є скороченням від د ترینو ژبه də tarino žəba "мова (племені) Тарін ". Назва čalgari є множиною від چلګری čalgarai "ткач килимів ", що вказує на заняття представників племені.

## Відмінності ванеці від літературного пушту
Один з літературних стандартів для мови пушту задає кандагарський діалект, порівняння з яким наводиться нижче.
1. У таблиці нижче наводиться відмінність у вимові деяких звуків, які, зазвичай, в кожному пуштунському діалекті специфічні.
| Діалект                      | ښ    | ږ    | څ         | ځ         | ژ       | ا    | و   |
| ---------------------------- | ---- | ---- | --------- | --------- | ------- | ---- | --- |
| Ванеці                       | [ ʃ] | [ ʒ] | [ t͡s, t͡ʃ] | [ d͡z, d͡ʒ] | [ ʒ, z] | [ ɑ] | [u] |
| Пашто (Кандагарский діалект) | [ ʂ] | [ ʐ] | [ t͡s]     | [ d͡z]     | [ ʒ]    | [ ɑ] | [u] |

2. Лексичні відмінності представлені в такій таблиці. Саме через відмінностей у лексиці ванеці часто виділяють в окрему мову.
| Ванеці                | Пашто (Кандагарский діалект) | Переклад                      |
| --------------------- | ---------------------------- | ----------------------------- |
| Pašto                 | Paṣ̌to                        | Пашто                         |
| čalər/tsaler          | tsalor                       | Чотири                        |
| špož                  | špaẓ̌                         | Шість                         |
| tsona                 | tsənga                       | Як                            |
| mā eghē               | zmā                          | Мій, моє, моя                 |
| tāgha                 | stā                          | Твій, твоє, твоя              |
| waṛīz, čorī           | halək                        | Хлопчик                       |
| čuwara                | nǰiləi                       | Дівчинка, дівчина             |
| špa, ghədəi           | pṣ̌a                          | Нога                          |
| mērə                  | lmar                         | Сонце                         |
| čok                   | tsok                         | Хто                           |
| tsaṭ                  | ḍēr, zyāt                    | Багато, дуже                  |
| ləž                   | ləẓ̌                          | Маленький                     |
| ghwətəl               | čṣ̌əl                         | Пити                          |
| hoya                  | hagəi                        | Яйце                          |
| wo                    | wo                           | Так                           |
| ī                     | yəm                          | Є (зв'язка 1-го особи од. ч.) |
| drimī                 | dzəm                         | Іду                           |
| zbə                   | žəba                         | Мова (засіб спілкування)      |
| kor                   | kor                          | Будинок                       |
| sī                    | səl                          | Сотня                         |
| šwī                   | šəl                          | Двадцять                      |
| (a) gha (після слова) | da (перед словом)            | Частка приналежності          |
| mōš                   | muẓ̌                          | Ми                            |
| piyār                 | plār                         | Батько                        |
| yirž                  | yiẓ̌                          | ведмідь                       |
| tərža                 | təẓ̌ay                        | спраглий (води)               |
| tōw, tōwa             | tōd, tawda                   | гарячий                       |
| ghand əm              | ghanəm                       | пшениця                       |
| māst                  | myāšt                        | місяць                        |
| atā                   | atyā                         | вісімдесят                    |
| wžəndz                | ẓ̌mundz                       | гребінь, гребінець            |
| sunzən                | stən                         | голка                         |
| brēstəṇ               | bṛastən                      | стягують                      |
| činostang             | kṣ̌ēnəstəl                    | сідати                        |
| wayang                | wayəl                        | говорити                      |
| ze kī                 | zə kawəm                     | я роблю                       |

3. Для наочності можна навести такі фрази:
| Ванеці                                                                           | Пашто (Кандагарский діалект)                                                      | Переклад                                        |
| -------------------------------------------------------------------------------- | --------------------------------------------------------------------------------- | ----------------------------------------------- |
| اندي وګوړي چي موښ پيار غه څټ لېژدي وي indī waguṛī čī mōš piyār gha tsaṭ lēždī wī | په دې کلي کې زموږ د پلار ډېر غويان وو pə dē kə li kē zamuẓ̌ da plār ḍēr ghwayān wu | У цьому селі у нашого батька було багато биків. |
| شمزې و خوارږه شوې مي دې غوزين šamze o khwāržə šwe mī de ghōzīn                   | شلومبې او خواږه شوده هم چښي šlombē aw khwāẓ̌ə šawdə ham čṣ̌i                        | А ще [вони] пили кефір та солодке молоко.       |